# IZ (grupo musical)
IZ (em coreano: 아이즈 pronuncia-se "eyes") é uma banda sul-coreana formada pela Music K Entertainment em 2017. Eles estrearam em 31 de agosto de 2017, com "All You Want".

## Membros
- Hyunjun (현준) – Líder e guitarrista
- Jihoo (지후) – Cantor
- Woosu (우수) – Baterista[3]
- Junyoung (준영) – Baixo

## Discografia

### Extended plays
| Título       | Detalhes do álbum | Melhores posições nas paradas | Vendas        |
| Título       | Detalhes do álbum | KOR                           | Vendas        |
| ------------ | --- | ----------------------------- | ------------- |
| All You Want | - Lançado: 31 de agosto de 2017 - Gravadora: Music K Entertainment, LOEN Entertainment - Formatos: CD, digital download Track listing 1. Prologue Storm 2. All You Want (다해) 3. Is You (너라서) 4. Crush on You (저격해) 5. You & Me (너도 나처럼) | 22                            | - KOR: 2,776  |
| Angel        | - Lançado: 1º de maio de 2018 - Gravadora: Music K Entertainment, Kakao M - Formatos: CD, digital download Track listing 1. Granulate (새살) 2. Angel 3. Ole Ole 4. Tears ㅠㅠ (너 없는 하루) 5. Heartbeat (난리법석이야) 6. Crush on You (저격해)   | 29                            | - KOR: 2,027  |
| Re:IZ        | - Lançado: 23 de maio de 2019 - Gravadora: Music K Entertainment, Kakao M - Formatos: CD, digital download Track listing 1. 날개 (Intro) 2. 에덴 (EDEN) 3. 안녕 (Hello) 4. 에덴 (EDEN) (Inst.) 5. 안녕 (Hello) (Inst.)                               | 10                            | - KOR: 7,192+ |
| From:IZ      | - Lançado: 21 de agosto de 2019 - Gravadora: Music K Entertainment, Kakao M - Formatos: CD, digital download | 43                            | - KOR: 1,235  |
| The:IZ       | - Lançado: 31 de janeiro de 2020 - Gravadora: Music K Entertainment, Kakao M - Formatos: CD, digital download | 15                            | - KOR: 4,186  |

### Singles
| Título                                   | Ano  | Melhores posições nas paradas | Melhores posições nas paradas | Álbum        |
| Título                                   | Ano  | KOR Dig.                      | KOR Album                     | Álbum        |
| ---------------------------------------- | ---- | ----------------------------- | ----------------------------- | ------------ |
| "All You Want" (다해)                    | 2017 | —                             | —                             | All You Want |
| "Angel"                                  | 2018 | —                             | —                             | Angel        |
| "Eden"                                   | 2019 | —                             | —                             | RE:IZ        |
| "Final Kiss"                             | 2019 | —                             | —                             | FROM:IZ      |
| "Memento"                                | 2019 | —                             | 80                            | Memento      |
| "The Day"                                | 2020 | —                             | —                             | The:IZ       |
| "—" denota lançamentos que não traçaram. |      |                               |                               |              |

## Prêmios e indicações

### Soribada Best K-Music Awards
| Ano  | Categoria               | Recebedor | Resultado |
| ---- | ----------------------- | --------- | --------- |
| 2018 | New Hallyu Rookie Award | IZ        | Venceu    |

### Korean Culture Entertainment Awards
| Ano  | Categoria          | Recebedor | Resultado |
| ---- | ------------------ | --------- | --------- |
| 2019 | K-pop Singer Award | IZ        | Venceu    |

### The Fact Music Awards
| Ano  | Categoria                  | Recebedor | Resultado |
| ---- | -------------------------- | --------- | --------- |
| 2019 | Band Performer of the Year | IZ        | Venceu    |